# Matthew Kane
Matthew Robert Kane, más conocido como Matt Kane (Bristol, Inglaterra 18 de enero de 1991), es un actor británico, con nacionalidad británica y estadounidense.

## Primeros años
Kane fue educado en The Castle School, y fue a clases de interpretación en el ITV West Television Workshop en Bristol, donde actuó en numerosas producciones teatrales y cortometrajes.

## Carrera
Kane es conocido por interpretar el papel principal del adolescente de 18 años Stephen Mackinnon en la serie adolescente de la BBC The Cut, junto a Samuell Benta, Lara Goodison, Connor Scarlett y Tosin Cole. Apareció de forma muy sucesiva en las primeras dos temporadas de la serie, pero tuvo un papel menos importante en la temporada 3, apareciendo en cuatro episodios de doce. Entre su otra experiencia como actor,  ha aparecido en la obra de la BBC Casualty y la del Canal 4 Skins. También aparecido en la película independiente The Dinosaur Project como Luke, Jace en la serie de la ABC Family Switched at Birth, y como John Darling en temporada 3 de la serie de la ABC Once Upon a Time.

## Filmografía
- The Last of Robin Hood (2013)
- Once Upon a Time
- Switched at Birth
- The Dinosaur Project